# Tegeluddsvägen

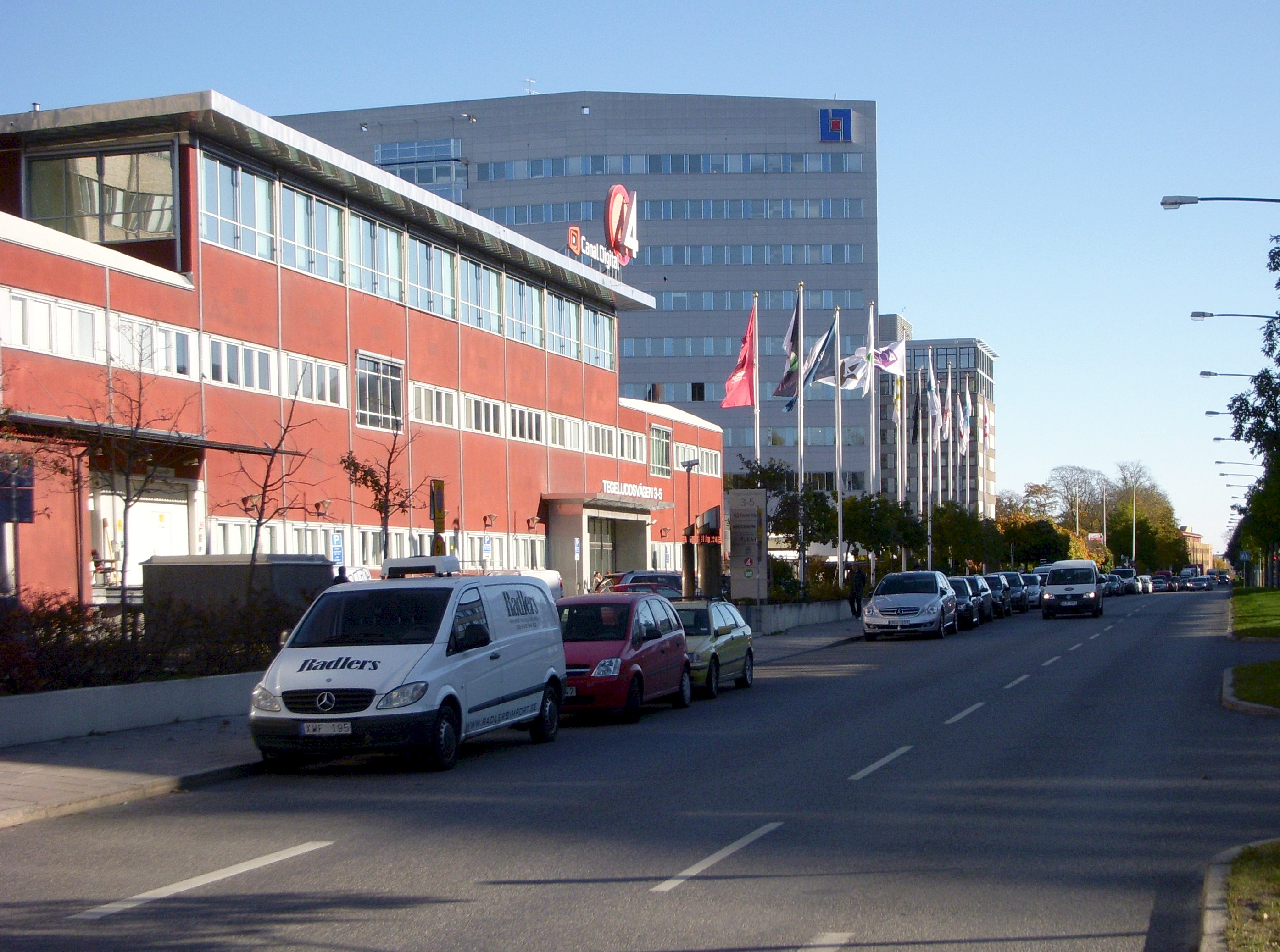
Tegeluddsvägen i höjd med TV4 2009

Tegeluddsvägen är en gata på Ladugårdsgärdet i Stockholm. Gatan sträcker sig från Lidingövägen  längs Värtahamnen och Stockholms frihamn till Lindarängsvägen. Tegeluddsvägens norra avsnitt är en del av E20. Tegeluddsvägen är cirka 1,7 km lång och fick sitt nuvarande namn 1915.
Namnet Tegeluddz backen är belagd sedan 1649. "Tegeludden" var ett jägmästarboställe, som det fanns många av på Kungliga Djurgården. Bakgrunden till namnet "Tegeludden" är okänd. 
Längs Tegeluddsvägen finns bland annat före detta Philipshuset (nr 1), TV4:s lokaler i TV4-huset (nr 3-5), Finlandsparken och infart till Stockholms frihamn.